# Armée toujours victorieuse
Pour les articles homonymes, voir Armée chinoise.
« L'Armée toujours victorieuse » (chinois : 常勝軍 ; pinyin : cháng shèng jūn ; anglais : Ever Victorious Army) est le nom donné à une armée combattant pour la dynastie Qing dans la Chine de la fin du XIXe siècle.
« L'Armée toujours victorieuse » combattit les rebelles de la révolte des Taiping et de la révolte des Nian. Armée et entraînée à l'européenne, elle surclassa les troupes qui lui étaient opposées.
Elle fut créée par l'Américain Frederick Townsend Ward, assisté du Français Albert-Édouard Le Brethon de Caligny, puis commandée par Charles George Gordon à partir de la mort de Ward en septembre 1862, lors de la bataille de Cixi.

## Armée de Frederick Ward: Évolution des effectifs année après année
- Juin 1860  : 100 mercenaires étrangers, sans artillerie
- Juillet 1860 : 250 mercenaires étrangers, équipés d'artillerie à compter de cette date
- Août 1860 : plus de 200 mercenaires étrangers, mais avec des pertes sévères
- Décembre 1860 : troupe inactive (et non payée ?) en l'absence de Ward
- Mai 1861 : plus de 200 mercenaires étrangers, mais avec des pertes sévères
- Juin 1861 : une cinquantaine de mercenaires étrangers, avec établissement d'un camp d'entraînement pour des soldats chinois
- Juillet 1861 : 150 Chinois + des officiers étrangers
- Octobre 1861 : 400 Chinois + des officiers étrangers
- Novembre 1861 : officiellement 430 Chinois + des officiers étrangers. Mais Spence mentionne le chiffre de 3 000 hommes en réalité + des canonnières et des moyens de transport
- Janvier 1862 : 1 000 Chinois + des officiers étrangers
- Septembre 1862 : 5 000 Chinois + des officiers étrangers

Sources : Carr, Smith, Spence

## Organisation de l'armée

### Structure
L'infanterie de « l'Armée toujours victorieuse » était organisée en bataillons, que l'on désignait sous le nom de « régiments » à l'époque où Gordon la commandait.
En 1864, il y avait 6 régiments comptant entre 250  et   650 hommes. Chacun comprenait 6 compagnies, avec en principe pour chacune 2 officiers étrangers, 7 sous-officiers chinois, et jusqu'à 80 soldats chinois. Il y avait un interprète chinois par régiment, même si les soldats chinois avaient appris à connaître par cœur les ordres, donnés uniquement en anglais.

### Gardes du corps
Ward créa un contingent spécial de gardes du corps, comptant 200 à 300 Philippins. Sous Gordon, ce contingent compta une compagnie étrangère (comprenant aussi bien des Africains que des Européens), ainsi que quelque 100 soldats chinois triés sur le volet.

### Artillerie
En 1863, « l'Armée toujours victorieuse » comprenait un corps d'artillerie séparé, comprenant 6 batteries d'artillerie lourde et légère. Chacune de ces batteries comptait en principe 5 officiers étrangers, 19 sous-officiers chinois, et 100 à 120 canonniers chinois.

### Canonnières
Ward acheta et équipa une flottille d'environ 12 vapeurs armés, appuyés par 30 à 50 canonnières chinoises. Sous Gordon, cette petite force navale se réduisit à 2 vapeurs, qui augmenta ensuite jusqu'à 6. Aussi bien les vapeurs que les canonnières étaient équipés de canons à l'avant de 9 ou 12 livres. 

Le navire le plus important était le Hyson, qui faisait environ 30 mètres de long et était équipé d'un canon de 32 livres en plus d'un mortier de 12 livres.